# Кантри Клаб Хилс
Кантри Клаб Хилс (енгл. Country Club Hills) град је у америчкој савезној држави Илиноис. По попису становништва из 2010. у њему је живело 16.541 становника.

## Демографија
Према попису становништва из 2010. у граду је живело 16.541 становника, што је 372 (2,3%) становника више него 2000. године.
| Група             | 2000.          | 2010.          |
| Белци             | 2.248 (13,9%)  | 1.343 (8,1%)   |
| Афроамериканци    | 13.243 (81,9%) | 14.413 (87,1%) |
| Азијати           | 164 (1,0%)     | 163 (1,0%)     |
| Хиспаноамериканци | 280 (1,7%)     | 461 (2,8%)     |
| Укупно            | 16.169         | 16.541         |